# Definición ostensiva
Una definición ostensiva es una definición que refiere el significado de un término señalando ejemplos del entorno.
Este tipo de definición se utiliza cuando la definición del término se hace dificultosa, ya sea porque las palabras no van a ser entendidas por el receptor (un niño o un hablante de otro idioma) o por la naturaleza misma del término (como el caso de los colores o sensaciones). Se suele acompañar señalando el objeto a modo de ejemplo.
Las definiciones ostensivas se apoyan en el razonamiento analogía o en el razonamiento basado en casos del receptor.
Por ejemplo, definir "rojo" señalando cosas rojas (manzanas, señales de detención, rosas rojas) es dar una definición ostensiva. Se cree que los niños aprenden gran parte de su lenguaje ostensivamente.
La definición ostensiva supone que, al individuo a quien esta se dirige, es capaz de comprender el tipo de información que se le está dando. Ludwig Wittgenstein escribe: 

La definición ostensiva explica el uso —el significado— de la palabra cuando ya está claro qué papel debe jugar en general la palabra en el lenguaje. Así cuando sé que otro me quiere explicar el nombre de un color, la explicación ostensiva «Esto se llama "sepia"», me ayudará a entender la palabra... Tiene uno que saber (o poder) ya algo para poder preguntar por la denominación ¿Pero qué tiene uno que saber?.
Investigaciones filosóficas, §30

Las limitaciones son explicadas en el famoso argumento contenido en las Investigaciones filosóficas, el argumento del lenguaje privado, en el cual Wittgenstein se pregunta si es posible tener un lenguaje privado que nadie  más pueda entender.
Aunque las definiciones ostensivas tienen a su favor la fuerza de la evidencia, también tienen una serie de fallos, como son:
- El uso de un objeto en concreto vicia las pretensiones de generalidad del concepto: se pretende llegar al concepto por un ejemplo, pero éste carece de proyección general.
- El método ostensivo de definición constituye un "posterios" y no un "prius"; es decir, constituye la consecuencia, no el antecedente que podría servir a la definición.
- Requiere para su entendimiento un proceso racional, ya sea consciente o no.